# Петухов Михайло Степанович
Петухов Михайло Степанович (нар. 1954, Варна) — російський піаніст і композитор, заслужений артист Росії (2002), професор Московської консерваторії.
Народився в сім'ї відомих геологів, які відкрили в післявоєнній Болгарії її найважливіші нафтові родовища. Його музичні уподобання виявилися дуже рано. Після переїзду з родиною в Україну він став брати уроки у піаністки і композитора Валерії В'язовської і вже з 10 років брав участь в концертах, в яких часто виконував і власні твори.
Вирішальну роль в професійному майбутньому хлопчика зіграла зустріч з найбільшим українським композитором Борисом Лятошинським. За його рекомендацією Михайло був представлений ректору Київської консерваторії Андрію Штогаренко і без іспитів зарахований в Спеціальну музичну школу ім. Лисенка, де його вчителями стали Ніна Найдич (по класу фортепіано) і Валентин Кучеров (по класу композиції).
Ще на шкільній лаві Пєтухов завойовує бронзову медаль на IV Міжнародному конкурсі піаністів імені Баха в Лейпцигу (1972 рік). В цьому ж році проходить і його авторський дебют на сцені Київського Союзу композиторів.
Подальша доля музиканта нерозривно пов'язана з Московською державною консерваторією ім. П. І. Чайковського, де він вчиться в класі знаменитої піаністки і композитора Т. П. Ніколаєвої.